# Hicaque
Hicaque är en ort i Honduras.   Den ligger i departementet Atlántida, i den nordvästra delen av landet, 180 km norr om huvudstaden Tegucigalpa. Hicaque ligger 532 meter över havet och antalet invånare är 903.
Terrängen runt Hicaque är huvudsakligen kuperad, men åt nordost är den platt. Hicaque ligger uppe på en höjd. Runt Hicaque är det ganska tätbefolkat, med 60 invånare per kvadratkilometer. Närmaste större samhälle är Tela, 12,5 km nordväst om Hicaque. 